# Dagmar Andreasen (skuespiller)
 Der er flere personer med dette navn, se Dagmar Andreasen.
Dagmar Jensine Sofie Andreasen (28. december 1910 i Preetz, Tyskland – 10. maj 1991) var en dansk arbejderkvinde, skuespiller og forfatter. Andreasen meldte sig ind i Danmarks Kommunistiske Parti i 1933 og var stærkt engageret i fagforeningsarbejde. Under den tyske besættelse af Danmark var hun aktiv i modstandskampen. I sine senere år gjorde hun sig gældende på den politiske venstrefløj som kvindepolitisk agitator og forfatter.

## Livsforløb
Andreasen var datter af den danske smed Wilhelm Davidsen (1874-1929) og den tyske mor Dora Klint. Hendes mor døde, da hun var spæd og faderen giftede sig igen. I 1917 flyttede familien til København. 
Som 14-årig kom Andreasen ud at tjene i Charlottenlund. Da hun var 18 år, begyndte hun på en lampefabrik og blev organiseret i Kvindeligt Arbejderforbund. I 1930 var hun i to år stuepige i Sønderjylland. I 1932 flyttede Andreasen tilbage til hovedstaden, hvor hun arbejdede på forskellige pensionater. Gennem en kæreste fik hun kontakt til Danmarks Kommunistiske Partis teatergruppe "Revolutionært Teater" og virkede som skuespiller ved siden af sit daglige arbejde som bl.a. rengøringsassistent. 1935 giftede Andreasen sig med sømand og skibsværftsarbejder Villy Karlo Andreasen.  
Efter 2. verdenskrig optrådte Andreasen på den politiske venstrefløj som kvindepolitisk agitator og blev her noget af en kultskikkelse. Samtaler med journalisten Kika Mølgaard om erindringer om Andreasens tid som fabriksarbejder mundede ud i flere bogudgivelser. Med sine bøger og sine bramfri taler vandt Andreasen et stort ry. Hun var en eftertragtet foredragsholder og Brecht-fortolker. 
Dagmar Andreasen blev pensioneret fra det almindelige arbejdsmarked, da hun fyldte 64 år, men fortsatte med at arbejde som forfatter og i arbejderbevægelsen. Også efter systemskiftet i Østeuropa 1989 bekendte hun sig til kommunismen: "Idéen er der sgu ikke noget i vejen med", har hun erklæret i et interview året før sin død. Hun tilføjede dog at "administrationen" var slået fejl.
En kulturbus på Vesterbro blev opkaldt efter hende. Tildelt Gelsted-Kirk-Scherfig-Prisen i 1988 for sin indsats for fred og socialisme.

## Bøger
- Fabriksliv, 1973, Dagmar Andreasen og Kika Mølgaard.
- Teaterarbejder, 1980, Dagmar Andreasen og Kika Mølgaard.
- Midt i verden, 1988, Dagmar Andreasen og Torben Bjerg Clausen.